# 欧陽莎菲
欧陽 莎菲（オーヤン・シャーフェイ、1923年10月18日 - 2010年8月3日）は、中国の女優。江蘇省蘇州市生まれ。1941年に上海で映画デビューしたが、1949年に香港に移る。その後は香港の映画界で長期にわたって活躍した。
1968年に『烽火万里情』で金馬奨の最優秀助演女優賞を受賞した。

## 主な出演作品
- 梁山伯と祝英台 (1963)
- 藍與黒 (1966)
- 香港ノクターン (1966)
- 夕陽戀人 (1971)
- 龍拳 (1978)
- 人蛇大戦 蛇 (1982)